# Metaculus
Metaculus est à la fois le nom d'une communauté s'intéressant à la prospective, et le nom d'une plateforme numérique américaine de prévision en ligne, créée en 2015, et visant à produire des prédictions précises sur des événements futurs du monde réel, en agrégeant la sagesse collective (aussi dite « sagesse des foules »), les idées et l'intelligence de ses participants.
Metaculus organise des tournois de prédiction et se concentre sur la prédiction de la temporalité (calendrier), de la nature et des effets des avancées et des percées scientifiques et technologiques,. Ces tournois permettent de gagner des prix pour l'exactitude de leurs prédictions.
Metaculus est à la fois un moteur de sollicitation de prédiction, et d'agrégation de prédictions en ligne massives, basé sur la réputation. La plateforme est utilisée par des partenaires pour obtenir des informations sur des défis complexes et des décisions, et enrichir certains travaux de prospective.

## Système de récompense
Trois types de prédictions peuvent être faites : des prédictions de probabilité aux questions binaires (qui se résolvent par « oui » ou « non »), des prédictions par plage numérique et des prédictions par plage de dates. Les utilisateurs peuvent contribuer aux prédictions de la communauté pour une question donnée, laisser des commentaires et discuter des stratégies de prédiction avec d'autres utilisateurs. Les utilisateurs peuvent suggérer de nouvelles questions qui, après modération, seront ouvertes à la communauté.
Les utilisateurs peuvent gagner des points pour les prédictions réussies (ou perdre des points pour les prédictions infructueuses) et suivre leurs propres progrès prédictifs.
La notation attribue des points à la fois pour avoir raison, et pour avoir plus raison que la communauté.
En janvier 2020, Metaculus a lancé le prix Bentham, qui attribue des prix monétaires bihebdomadaires de 300 $, 200 $ et 100 $ aux première, deuxième et troisième contributions les plus utiles. Le mois suivant, Metaculus a présenté le prix Li Wenliang, récompensant par des prix monétaires des prévisions et des analyses liées à l'épidémie de COVID-19.

## Histoire
En 2015, le scientifique des données Max Wainwright et les physiciens Greg Laughlin et Anthony Aguirre créent le site en 2015,.
En juin 2017, un système d'agrégation des prédictions des utilisateurs (Metaculus Prediction)  est lancé. La prédiction Metaculus, en moyenne, surpasse la médiane des prédictions de la communauté lorsqu'elle est évaluée à l'aide des règles de notation Brier ou Log.
En 2021, Metaculus reçoit une subvention de 300 000 $, du fonds d'infrastructure pour l'altruisme efficace. En 2022, Metaculus  reçoit une subvention de 5,5 millions de dollars d'Open Philanthropy. En octobre 2022, Metaculus a reçu un financement de 20 000 $ du fonds d'avenir FTX, 3 semaines avant la faillite de FTX.